# Guilherme Dellorto
Guilherme Dellorto (Rio de Janeiro, 23 de maio de 1987) é um ator brasileiro. É formado em artes cênicas pela Casa das Artes de Laranjeiras.

## Carreira
Em 2012 se inscreveu no quadro "Novos Talentos Malhação", do Caldeirão do Huck, que iria revelar um novo ator para integrar a temporada seguinte de Malhação, sendo escolhido como um dos 126 atores que fizeram testes no palco do programa entre os 15 mil inscritos. Após diversas etapas foi anunciado como o vencedor do concurso em 28 de julho. Naquele mesmo ano integra o elenco de Malhação: Intensa como a Vida, a vigésima temporada do seriado, interpretando o mulherengo Nélio, que só não conseguia conquistar Juliana. Em 2014 fez uma participação na reta final de Joia Rara e integrou o elenco do seriado A Lei de Murphy, primeira produção do Globoplay, dando vida a Juarez, um rapaz frustrado por ser o único empenhado no trabalho, embora nunca seja promovido. Em 2015 esteve na série Santo Forte, interpretando o jornalista Fábio, que investiga as visões que o protagonista tem acreditando que ele é um farsante.
Em 2016 começa a gravar o seriado de aventura Sem Volta, na RecordTV que estreia em janeiro de 2017, interpretando o alpinista iniciante Dogui, que se perde no meio da floresta com um grupo turista e luta para manter a própria vida. No mesmo ano protagoniza o seriado Perrengue, da MTV Brasil, como Miguel, um jovem com síndrome do pânico, sendo que logo depois o projeto foi renovado para a segunda temporada para 2019. Em 2018 interpreta José, pai de Jesus Cristo na primeira fase da telenovela Jesus. Em 2019 é anunciado em um dos papeis principais da macrossérie Jezabel.
Ao final do mesmo ano, Guilherme foi escalado para interpretar Pedro Antônio Barros Cordeiro, na novela Amor sem Igual. Em 2021 interpretou Isaque em Gênesis.

## Filmografia

### Televisão
| Ano     | Título                        | Personagem                    | Notas                             |
| ------- | ----------------------------- | ----------------------------- | --------------------------------- |
| 2012    | Caldeirão do Huck             | Participante                  | Quadro: "Novos Talentos Malhação" |
| 2012–13 | Malhação: Intensa como a Vida | Nélio Rodrigues               | Temporada 20                      |
| 2014    | Joia Rara                     | Diógenes                      | Episódios: "20–21 de março"       |
| 2014    | A Lei de Murphy               | Juarez Salgado                |                                   |
| 2015    | Santo Forte                   | Fábio Dias                    |                                   |
| 2017    | Sem Volta                     | Sérgio Souza Leone (Dogui)    | [ 12 ]                            |
| 2017    | Perrengue                     | Miguel Assis                  |                                   |
| 2018    | Jesus                         | José de Nazaré (jovem)        | Episódios: "24–30 de julho"       |
| 2019    | Jezabel                       | Micaías                       | [ 14 ]                            |
| 2019    | A Divisão                     | Castelo                       |                                   |
| 2019–21 | Amor sem Igual                | Pedro Antônio Barros Cordeiro | [ 15 ]                            |
| 2021    | Gênesis                       | Isaque                        | [ 16 ]                            |
| 2022–24 | Reis                          | Salomão                       |                                   |

### Cinema
| Ano  | Título                      | Personagem |
| ---- | --------------------------- | ---------- |
| 2018 | O Que Resta                 | Luiz       |
| 2023 | Um Ano Inesquecível - Verão | Heitor     |

### Videoclipes
| Ano  | Canção                 | Artista         |
| ---- | ---------------------- | --------------- |
| 2017 | "Eu Quero Ser sua Mãe" | Bruno Cosentino |

## Teatro
| Ano     | Título                               | Personagem |
| ------- | ------------------------------------ | ---------- |
| 2011    | Divinarias                           | Cláudio    |
| 2014    | TryRomance                           | Lucas      |
| 2015–16 | O Grande Livro dos Pequenos Detalhes | Dimas      |
| 2015–17 | Em um Lugar Chamado Lugar Nenhum     | Hilton     |